# Associazione Sportiva Taranto 1934-1935
Questa pagina raccoglie i dati riguardanti l'Associazione Sportiva Taranto nelle competizioni ufficiali della stagione 1934-1935.

## Rosa
| N. |                   | Ruolo | Calciatore          |
| -- | ----------------- | ----- | ------------------- |
|    | Italia (bandiera) | A     | Oreste Benet        |
|    | Italia (bandiera) | P     | Adolfo Bolognini    |
|    | Italia (bandiera) | A     | Martino Castellano  |
|    | Italia (bandiera) | A     | Crismani            |
|    | Italia (bandiera) | C     | Dario Gay           |
|    | Italia (bandiera) | D     | Michele Giraud (II) |
|    | Italia (bandiera) | C     | Antonio Martinolli  |
|    | Italia (bandiera) | C     | Libero Molinis      |
|    | Italia (bandiera) | D     | Camillo Orsi        |

| N. |                   | Ruolo | Calciatore            |
| -- | ----------------- | ----- | --------------------- |
|    | Italia (bandiera) | A     | Salvatore Perrucci    |
|    | Italia (bandiera) | A     | Spartaco Romano       |
|    | Italia (bandiera) | A     | Aurelio Sculto        |
|    | Italia (bandiera) | P     | Guido Sellan          |
|    | Italia (bandiera) | A     | Alvise Spanghero (II) |
|    | Italia (bandiera) | C     | Angelo Strata         |
|    | Italia (bandiera) | A     | Pietro Svageli        |
|    | Italia (bandiera) | D     | Armando Toso          |
|    | Italia (bandiera) | A     | Ruggero Zanolla       |